# IGHMBP2
IGHMBP2‏ (Immunoglobulin mu binding protein 2) هوَ بروتين يُشَفر بواسطة جين IGHMBP2 في الإنسان.